# ТЕС Харіпур (Pendekar)
23°40′40″ пн. ш. 90°31′59″ сх. д. / 23.67778° пн. ш. 90.53306° сх. д.
ТЕС Харіпур (Pendekar Energy) – теплова електростанція на південно-східній околиці Дакка, яка наразі належить малазійській компанії Pendekar Energy Holdings (первісно станцію спорудила американська корпорація AES). 
В 2001 році на майданчику станції став до ладу парогазовий блок комбінованого циклу потужністю 360 МВт, в якому одна газова турбіна потужністю 247 МВт живить через котел-утилізатор одну парову турбіну з показником 132 МВт.  
Для охолодження використовують воду із річки Шіталашк’я (Sitalakhya, рукав Брахмапутри, який приєднується до річки Дхалешварі неподалік від впадіння останньої у Мегхну)
Станція споживає природний газ, який може надходити по трубопроводах Тітас – Дакка та Бахрабад – Дакка.
Видача продукції відбувається по ЛЕП, розрахованій на роботу під напругою 230 кВ.
Можливо відзначити, що поряд з майданчиком Pendekar Energy працюють ТЕС Харіпур компанії BPDB, ТЕС Харіпур компанії EGCB та плавуча ТЕС Харіпур від NEPC.